# Тодор Станчев
Тодор Монев Станчев е български офицер, поручик.

## Биография
Тодор Станчев е роден в Щип, тогава в Османската империя, днес в Северна Македония. Завършва Военното училище в София през 1915 година и участва в Първата световна война като поручик, в трета рота на Шестдесет и първи пехотен полк. Загива на 30 октомври 1915 година. Погребан е в двора на църквата „Свети Пантелеймон“ във Велес. За бойни отличия и заслуги във войната е награден посмъртно с орден „За храброст“, IV степен.